# 阿太加夜神社
阿太加夜神社（あだかやじんじゃ）は島根県松江市東出雲町にある神社。
10年に1度行われる伝統神事松江城山稲荷式年神幸祭（ホーランエンヤ）で有名。

## 祭神
阿陀加夜奴志多岐喜比賣命（あだかやぬしたききひめのみこと）- 主祭神
國之底立命 (くにのそこたちのみこと) - 配祀神
須佐之男命 (すさのおのみこと) - 配祀神
淑母陀流命 (おもだるのみこと) - 配祀神
阿志古泥命 (あしこねのみこと) - 配祀神
阿陀加夜奴志多岐喜比賣命を主祭神とし、國之底立命、須佐之男命、淑母陀流命、阿志古泥命を配神として祀っている。

## 歴史
創祀は不詳とされているが、天平5年（733年）の『出雲国風土記』に「阿太加夜社」として記載されている。社殿など含む建築物は元禄8年（1695年）に造営された。